# Ford F-150 Lightning
A Ford F-150 Lightning é uma picape elétrica apresentada pela Ford em maio de 2021 como parte da décima quarta geração da Ford F-Series. Quatro modelos foram anunciados e todos os modelos inicialmente serão de motor duplo e tração nas quatro rodas (AWD), com estimativas de alcance da EPA de 390–510 km (240–320 mi). Uma versão comercial da picape é vendida nos Estados Unidos, com versões de maior potência e alcance também vendidos. O F-150 Lightning começou a produção em 26 de abril de 2022.

## Histórico

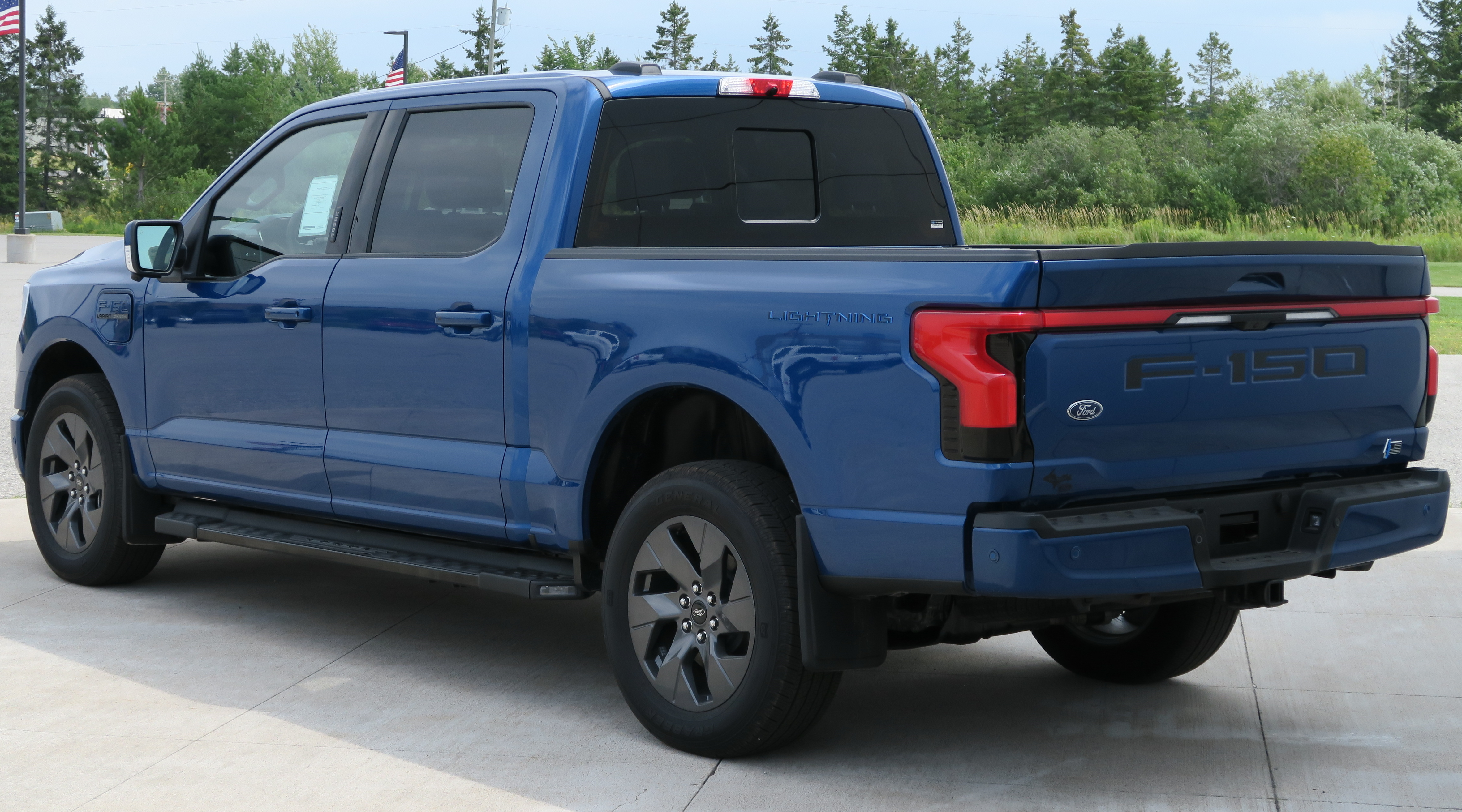
Visão traseira da Lightning Lariat na cor Azul Atlas

Em janeiro de 2019, a Ford anunciou a intenção de produzir uma picape totalmente elétrica durante Detroit Auto Show.
Em julho de 2019, a Ford testou protótipos elétricos no chassi existente da F-150. Durante o teste de reboque, o veículo quebrou um recorde, sendo capaz de carregar 10 vagões de trem (carregados com 42 picapes F-150, uma alusão aos 42 anos sendo a picape mais vendida do mercado) com peso superior a 550 toneladas. A engenheira-chefe do F-150, Linda Zhang, enfatizou na época que a Ford pretendia levar as características de durabilidade, capacidade e produtividade do "Raça Forte" para uma nova gama de caminhões elétricos.
A Ford revelou a picape e divulgou o nome do modelo em 19 de maio de 2021, com produção planejada para a primavera de 2022. A Ford recebeu 69.500 reservas nos primeiros quatro dias após o anúncio.
No final de maio de 2021, a Ford começou a discutir outros veículos elétricos além da série F, como o Expedition e o Navigator, que devem ser sustentados por seu chassi de caminhão EV, bem como um chassi menor que será usado para Bronco, Explorer e Aviator.
A primeira picape foi fabricada em 18 de abril de 2022, com primeira entrega em 26 de maio. Em junho de 2022, a Ford anunciou sua intenção de reestruturar seu modelo de concessionárias, incluindo a construção de uma plataforma de comércio eletrônico onde os clientes podem comprar EVs a preços não negociáveis em um esforço para igualar as margens de lucro da Tesla. A Ford também afirmou que gastaria cerca de US$ 4 bilhões para contratar 6.200 trabalhadores sindicalizados para operar várias fábricas de montagem em Michigan, Ohio e Missouri em uma tentativa de vender 2 milhões de veículos elétricos por ano até 2026.

Em maio de 2023, a Ford anunciou a integração ao padrão North American Charging Standard (NACS) da Tesla em seus veículos elétricos. Os novos elétricos Ford construídos após 2024 adotarão o padrão NACS de forma nativa. Os modelos elétricos existentes da Ford poderão se conectar ao sistema NACS e seus carregadores por meio de um adaptador. Ambos terão assim acesso à extensa rede de carregamento com mais de 12.000 carregadores em todo o mundo. Além da Ford, a General Motors, Volvo, Polestar, Rivian, Mercedes-Benz e a startup Aptera também anunciaram a adoção do padrão NACS em substituição ao padrão CCS. A Volkswagen, Hyundai-Kia e Stellantis estudam a possibilidade de adotar o padrão e, diversas empresas que oferecem soluções em estação de carregamento para EVs também anunciaram a mudança, dentre elas a ABB, Electrify America, ChargePoint, além da organização SAE International.

## Visão geral
A configuração base tem 452 hp (337 kW), autonomia de 370 km, com sua menor bateria suportando 910 kg de carga útil. A configuração de topo tem 580 hp (430 kW), autonomia de 480 km em ciclo EPA, alcançando 0–100 km/h na casa de quatro segundos e uma capacidade de reboque de 10.000 lb (4.500 kg). Todos os modelos têm 775 lb·ft (1.051 N·m) de torque, 4WD em tempo integral, suspensão traseira independente, e inicialmente virá apenas em uma configuração de cabine dupla, com uma caçamba de 1.7 metros. O F-150 Lightning pesa 2,900 kg, mais de um terço do equivalente ao motor de combustão interna (ICE) da F-150, com a maior parte do peso adicional resultante da bateria de 820 kg. O F-150 Lightning foi um dos vários veículos elétricos citados pela chefe do National Transportation Safety Board (NTSB) Jennifer Homendy, como sendo significativamente mais pesado do que os modelos movidos a ICE e, portanto, aumentando o risco de outros usuários da estrada serem mortos ou gravemente feridos em colisões, juntamente com modelos de fabricantes como General Motors e Volvo. A suspensão ativa fornece função de pesagem de carga em tempo real.
Assim como a Tesla, o Ford F-150 Lightning foi anunciado para incluir atualizações de software over-the-air (OTA) e um auxílio significativo para a condução de software que permitirá uma direção limitada em rodovias, mas ficará aquém da direção totalmente autônoma. O F-150 Lightning em alguns pacotes de acabamento, em conjunto com o Ford Charge Station Pro de 80A com capacidade de direcionar e fornecer energia V2G para uso doméstico (Intelligent Backup Power), que pode atender às necessidades elétricas de uma casa americana típica de três a dez dias. A picape também pode fornecer até 9,6 kW de potência através das onze tomadas de 120V e 240V distribuídas pelo veículo.
Este veículo elétrico tem uma bateria padrão e pode viajar 370 km (230 mi) com uma única carga. O veículo tem autonomia estimada de 370–480 km (ciclo EPA) enquanto transporta 1.000 lb (450 kg) de carga. A Electrek informou que o alcance sem carga, apenas um motorista, seria de aproximadamente 640 km.

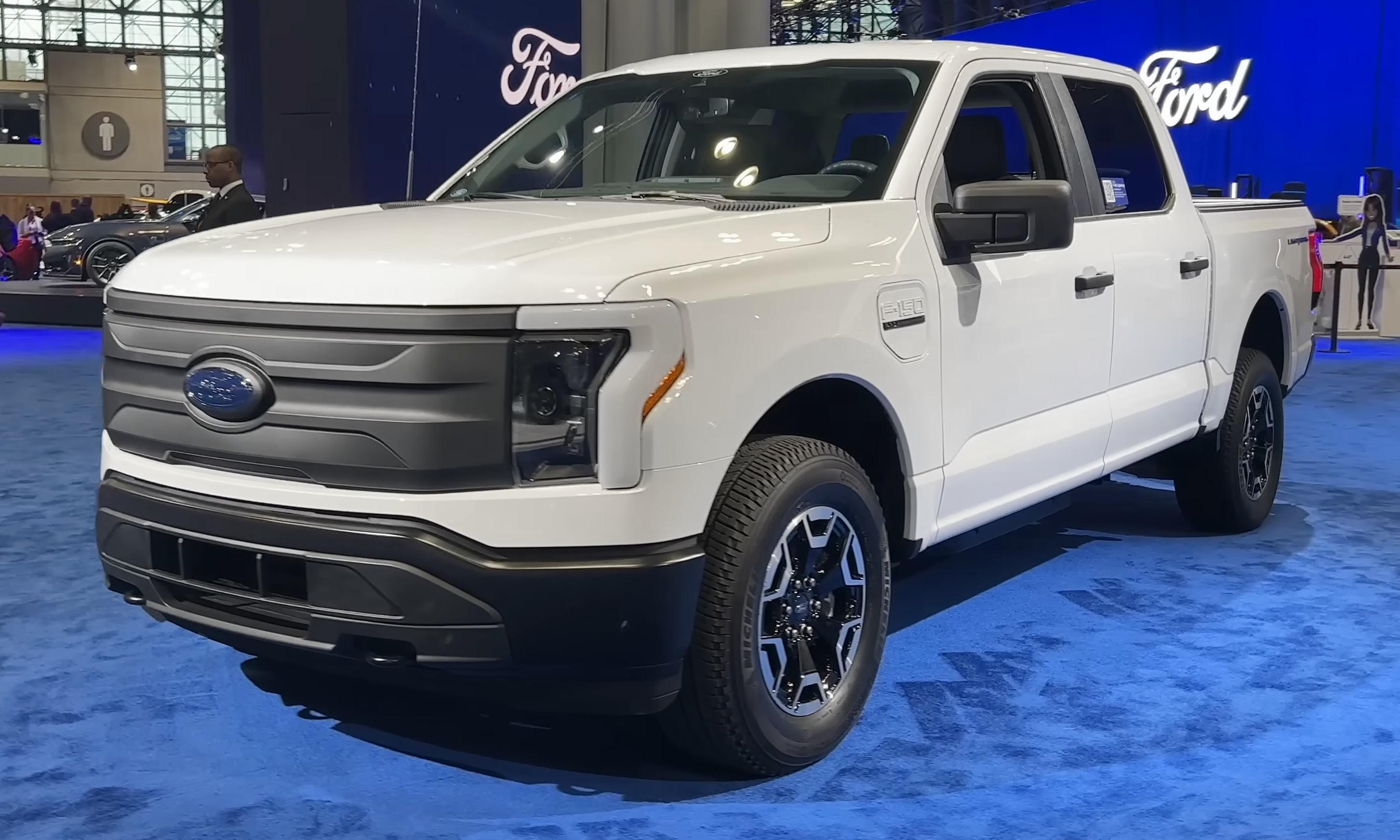
Visão frontal de uma F-150 Lightning Pro 2023

A Ford F-150 Lightning também foi avaliada por atingir 100 km/h (62 mph) em 4,5 segundos. A carga máxima disponível é 1,014 kg, o que inclui 180 kg de carga útil no porta-malas dianteiro ("frunk"). O Lightning pode rebocar até 4,500 kg.
O modelo básico Lightning Pro é a versão de frota, enquanto o modelo intermediário é chamado de XLT e os mais caros são conhecidos como Lariat e Platinum.
Nos teste da MotorTrend de um F-150 Lightning Platinum sem reboque e apenas o motorista, o Platinum ofereceu uma autonomia de 410 km. Ao rebocar uma caravana de mais de 10 metros e 3,300 kg, o F-150 Platinum só conseguiu oferecer autonomia de 140 km. O teste durou mais de 130 km numa rota com velocidades médias entre 103 e 108 km/h, e com os faróis e o sistema de áudio ligados e a climatização automática definida para 22 °C.
O F-150 Lightning é produzido no novo complexo industrial Ford Rouge ("The Rouge") no Michigan, e envolve as fábricas Van Dyke em Sterling Heights, que montará os motores elétricos e o complexo de Rawsonville em Ypsilanti, onde são produzidas as baterias.

### Níveis de acabamento
Para o ano modelo 2022, o F-150 Lightning está disponível em quatro níveis de acabamento: Pro, XLT, Lariat e Platinum. O acabamento Pro está disponível apenas com a bateria de menor capacidade, e o Platinum oferece apenas a bateria de maior capacidade, embora todos os outros acabamentos incluam a bateria de menor capacidade como equipamento padrão, e a bateria de maior capacidade como opcional.

### Europa
Desde abril de 2023, a F-150 Lightning é oficialmente vendida na Europa, sendo o primeiro mercado a Noruega. No país, ele é oferecido apenas na versão Lariat Launch Edition, com carroceria Super Crew e exclusivamente na cor Antimatter Blue.

## Demanda
Menos de um mês após anunciar que o veículo poderia ser reservado, até 11 de junho de 2021, mais de 100.000 reservas foram feitas, e a Ford anunciou que a empresa ofereceria serviços digitais por assinatura. Como as reservas continuaram, a Ford recebeu mais de 200.000 reservas do Lightning para uma carteira de pedidos de 3 anos até o final de 2021. A demanda continuou forte, elevando os preços de mercado, com um Ford F-150 Lightning Platinum 2022 usado sendo colocado à venda por mais de US$ 100.000, acima do preço sugerido para um modelo novo.

## Galeria

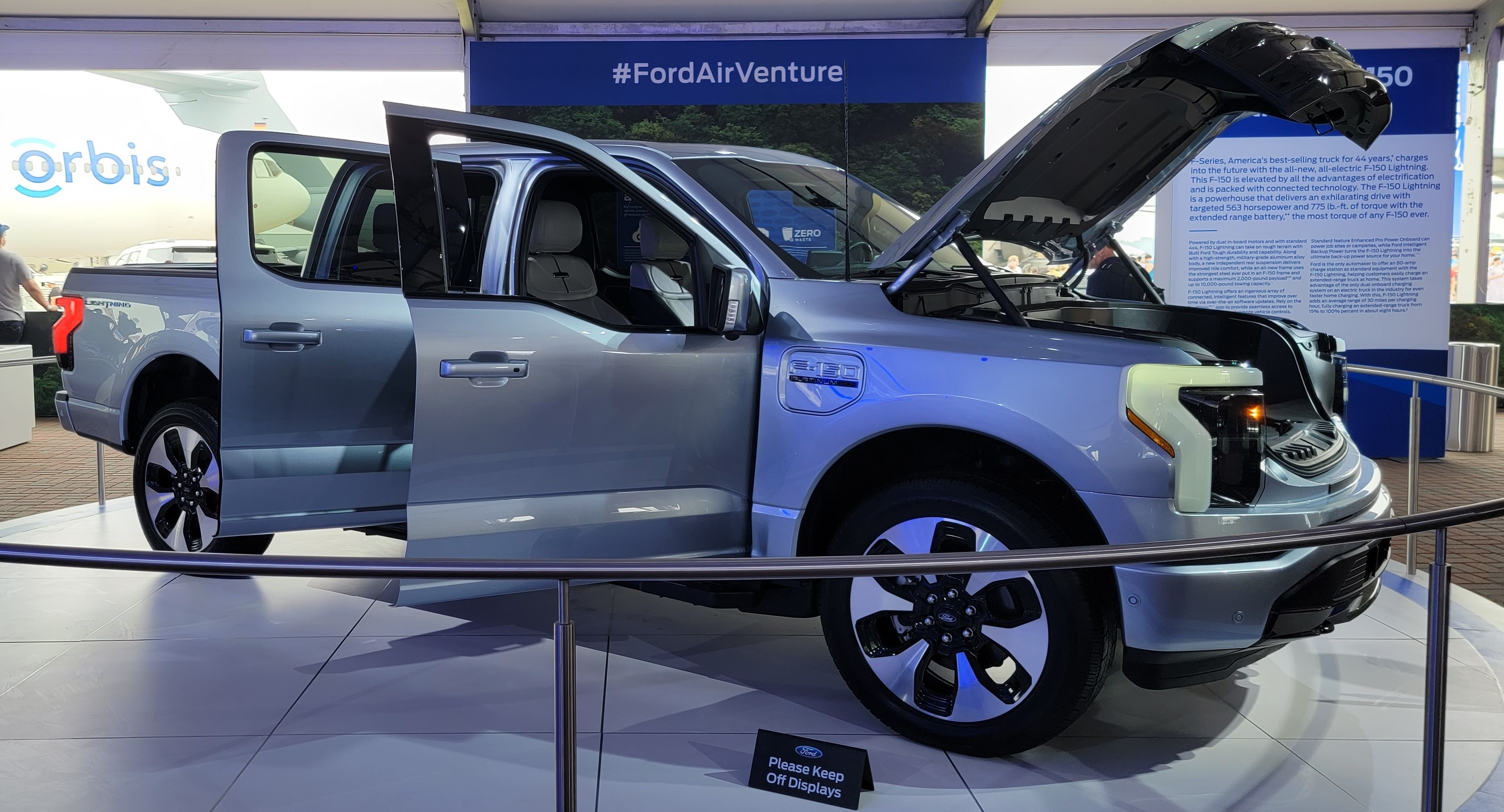
Um Ford F-150 Lightning 2022 com o Mega Power "Frunk"
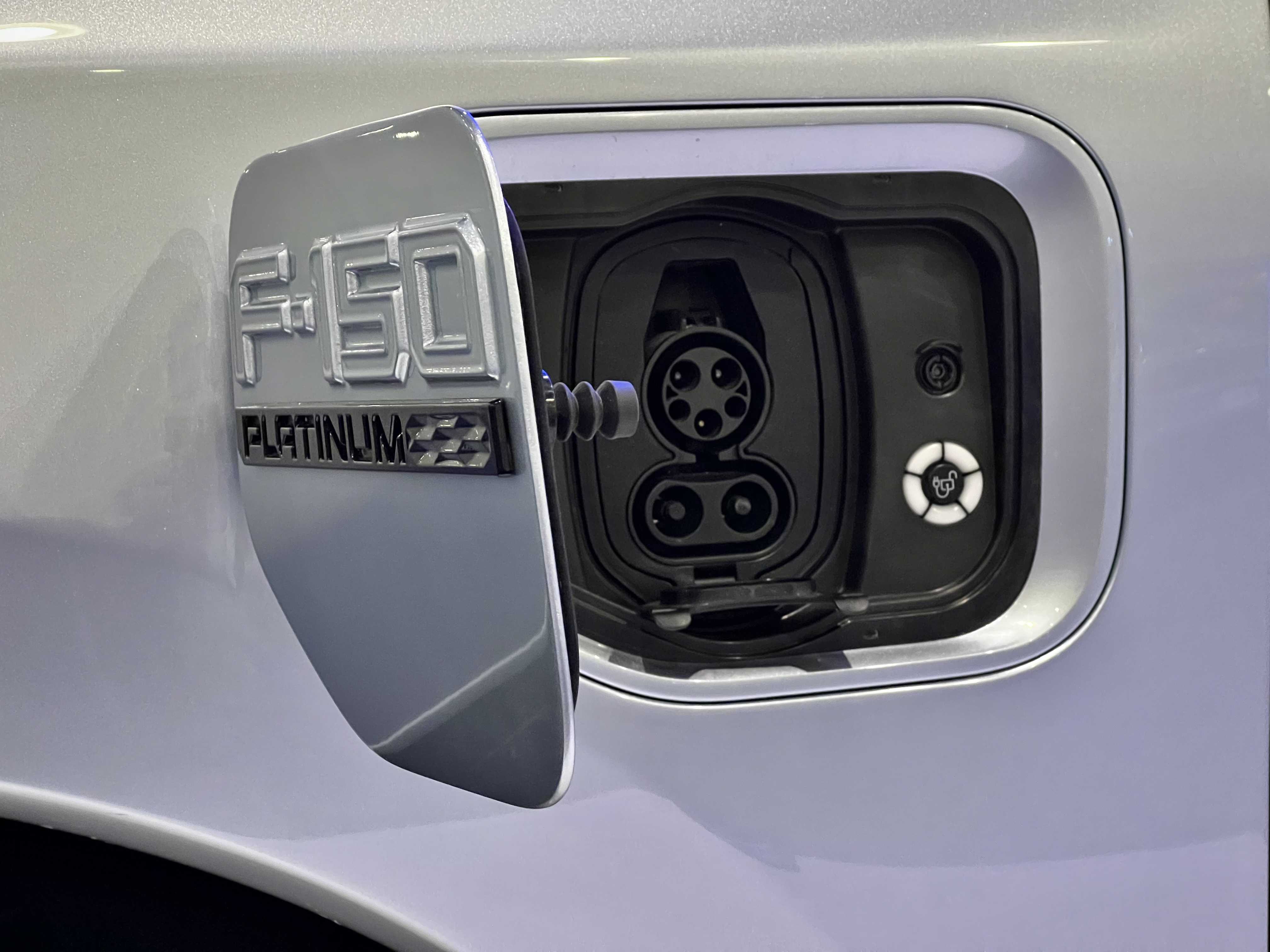
Entrada do carregador de um Ford F-150 Lightning 2022
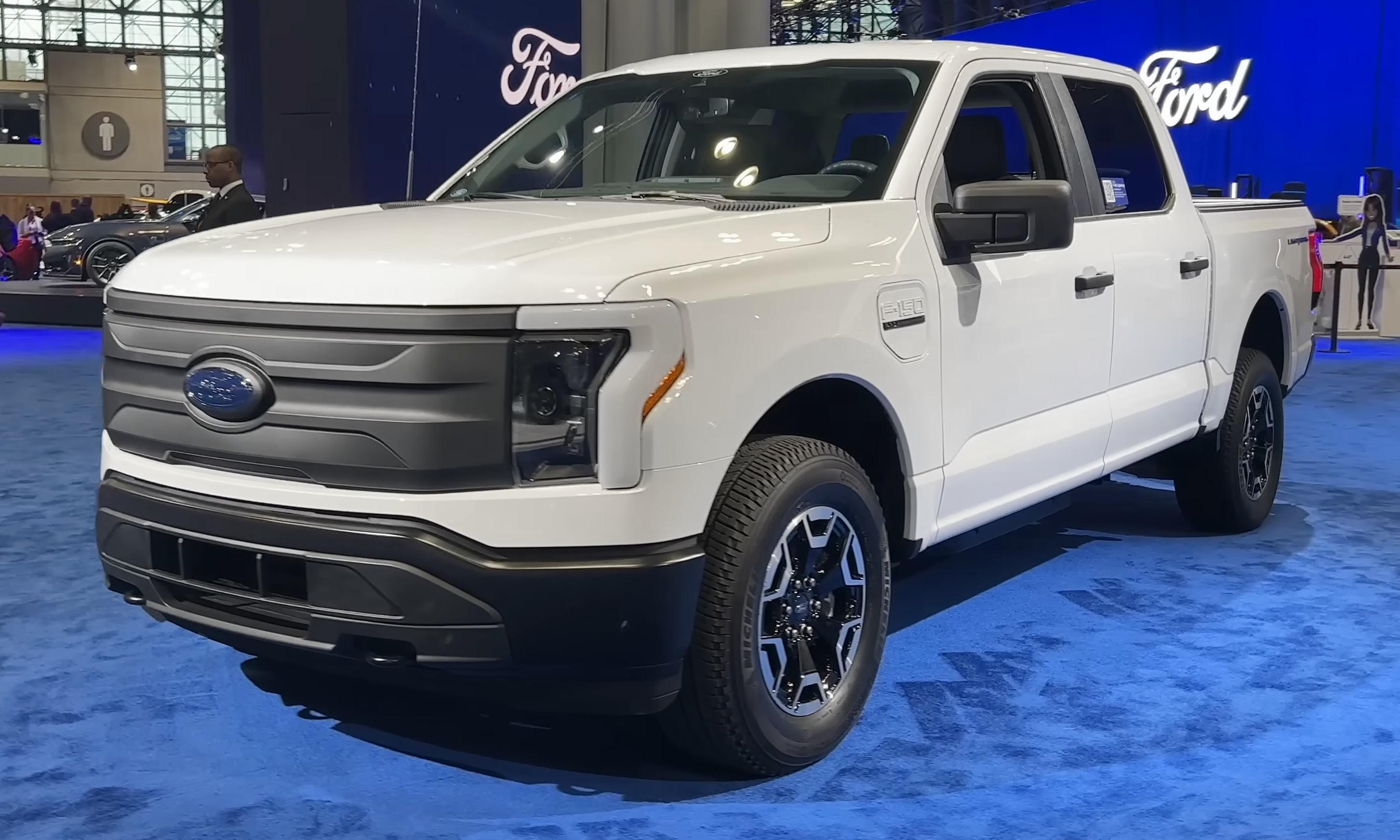
Visão frontal de um Ford F-150 Lightning Pro 2023 (EUA)
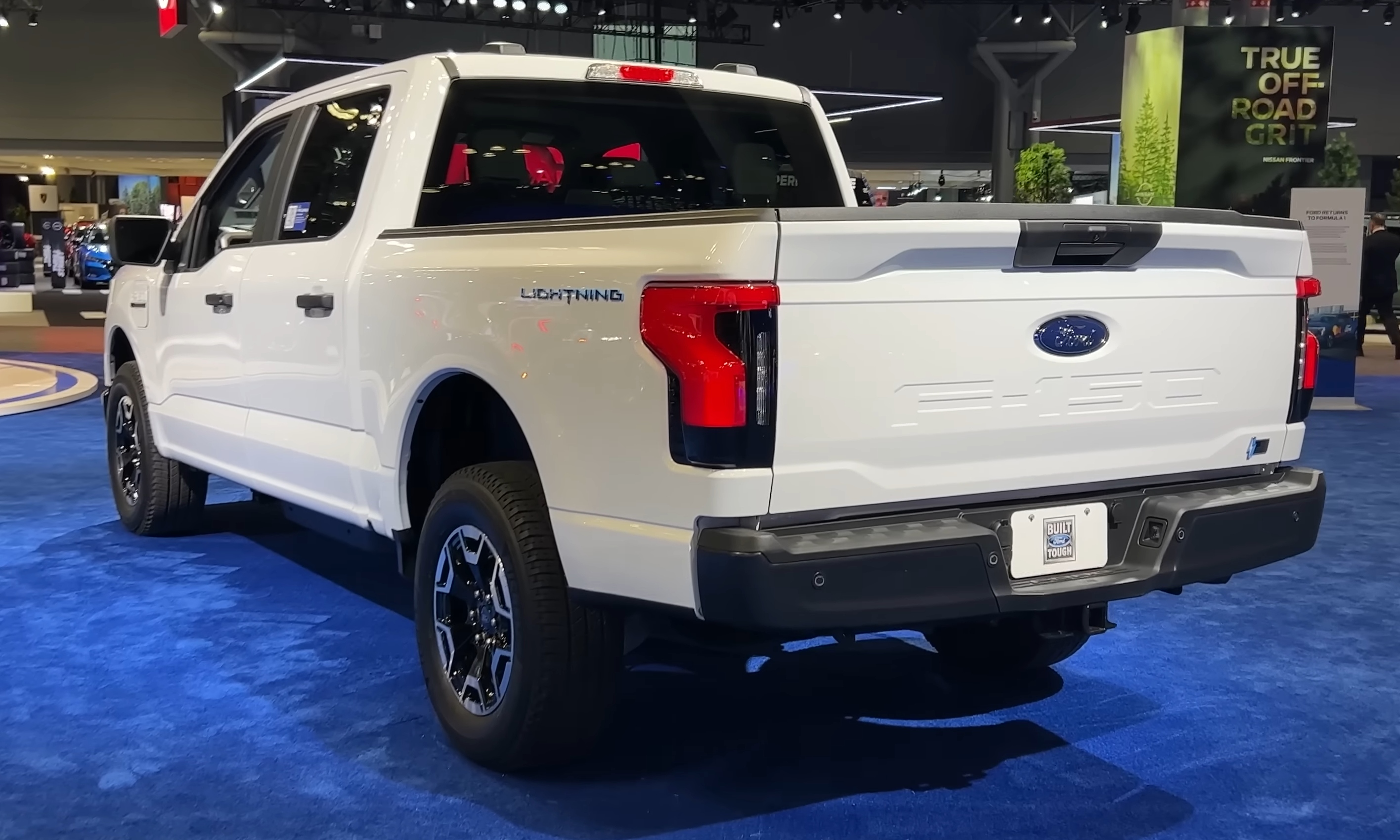
Visão traseira de um Ford F-150 Lightning Pro 2023 (EUA)